# Dunnigan Hills AVA
Dunnigan Hills AVA (anerkannt seit dem 13. Mai 1993) ist ein Weinbaugebiet im US-Bundesstaat Kalifornien. Das Gebiet erstreckt sich im Nordwesten des Verwaltungsgebiets von Yolo County. Das Klima ist mit dem des Mittelmeers zu vergleichen und dies spiegelt sich auch in der Wahl der Rebsorten wider. Größtes Weingut der geschützten Herkunftsbezeichnung ist der Betrieb R. H. Phillips mit seinem 526 Hektar großen Besitz (1300 acre).